# Gabriel Bernardo Barba
Gabriel Bernardo Barba (24 d'abril de 1964, Morón, Argentina) és bisbe de la diòcesi de Gregorio de Laferrère.

## Biografia
Fou ordenat sacerdot per a la diòcesi de Morón el 12 d'agost de 1989. Allà començà el seu ministeri pastoral dedicant-se als joves sobretot. El 1997 fou incardinat a la diòcesi de Merlo-Moreno, que havia estat recentment creada. Entre els anys 1997 i 2005 fou canceller de la cúria i del 2004 al 2009 vicepresident de Càrites diocesana. L'any 2006 fou provicari general de la diòcesi, un any més tard fou nomenat vicari general. A partir del 2008 estigué encarregat de la formació dels diaques permanents.
L'any 2000 es va llicenciar en dret canònic a la Pontifícia Universitat Catòlica Argentina, d'on també és professor de dret canònic.
El 19 de desembre del 2013 el Papa Francesc el designà bisbe de Gregorio de Laferrère. Va rebre la consagració episcopal del seu antecessor, i primer bisbe de Laferrère, Juan Horacio Suárez, l'1 de març del 2014, i com a co-consagrants el bisbe de La Rioja, Marcelo Colombo, i el bisbe emèrit de San Isidro, Jorge Casaretto.